# Liste der Kulturdenkmale in Braunschweig

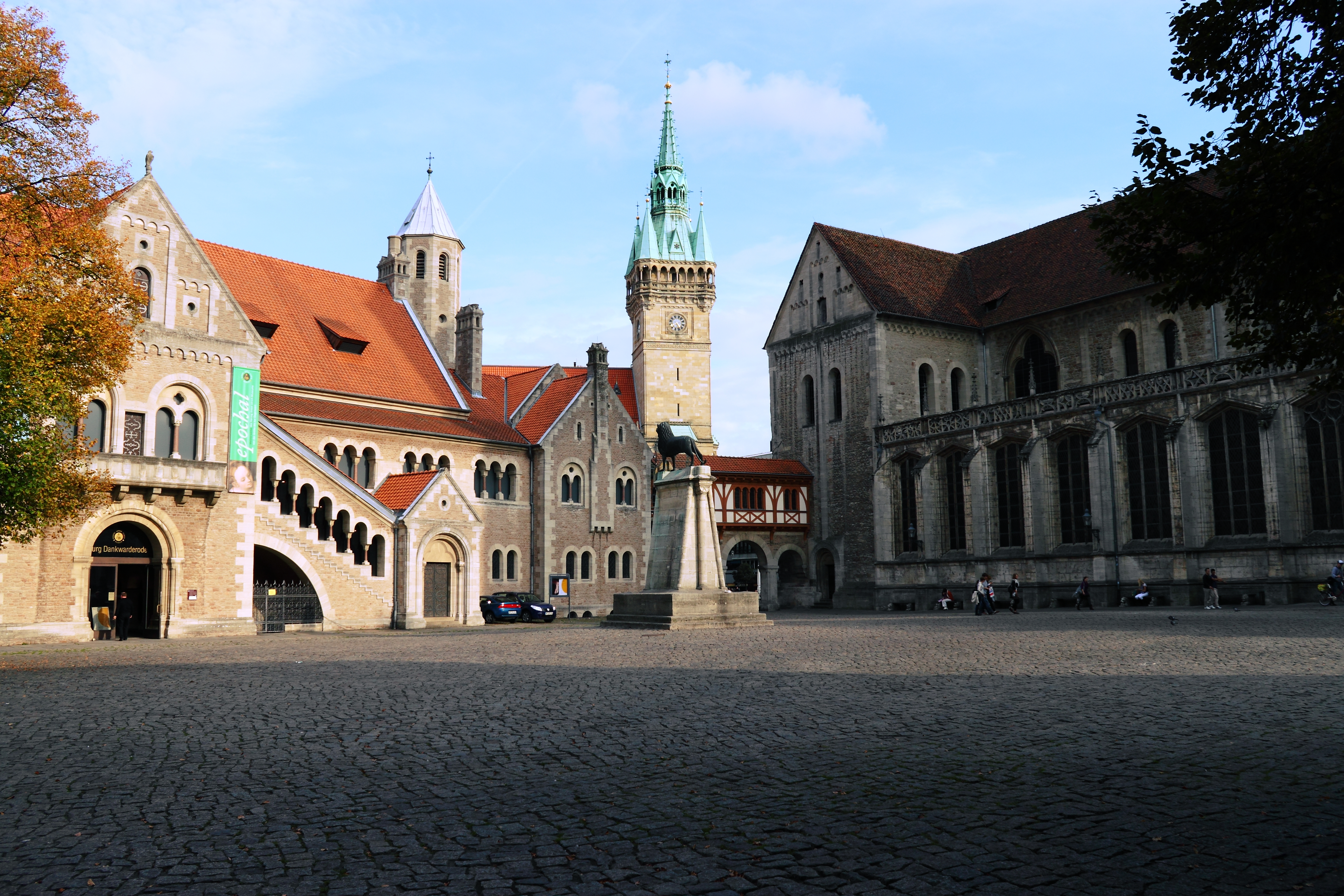
Das Kulturdenkmal-Ensemble Burgplatz (v.l.n.r): Burg Dankwarderode, Braunschweiger Löwe (im Zentrum), Rathausturm und Dom.

Die Stadt Braunschweig weist auf ihrem gesamten Stadtgebiet etwa 1700 Objekte auf, die wegen ihrer baukünstlerischen, geschichtlichen oder städtebaulichen Bedeutung zu gesetzlich geschützten Baudenkmalen und Bodendenkmalen erklärt wurden. Ferner gibt es bewegliche Denkmale.
Zu den ältesten dieser Kulturdenkmale aus mehreren Jahrhunderten zählen die Magnikirche (11. Jahrhundert) und der Braunschweiger Dom (12. Jahrhundert).

## Beschilderung

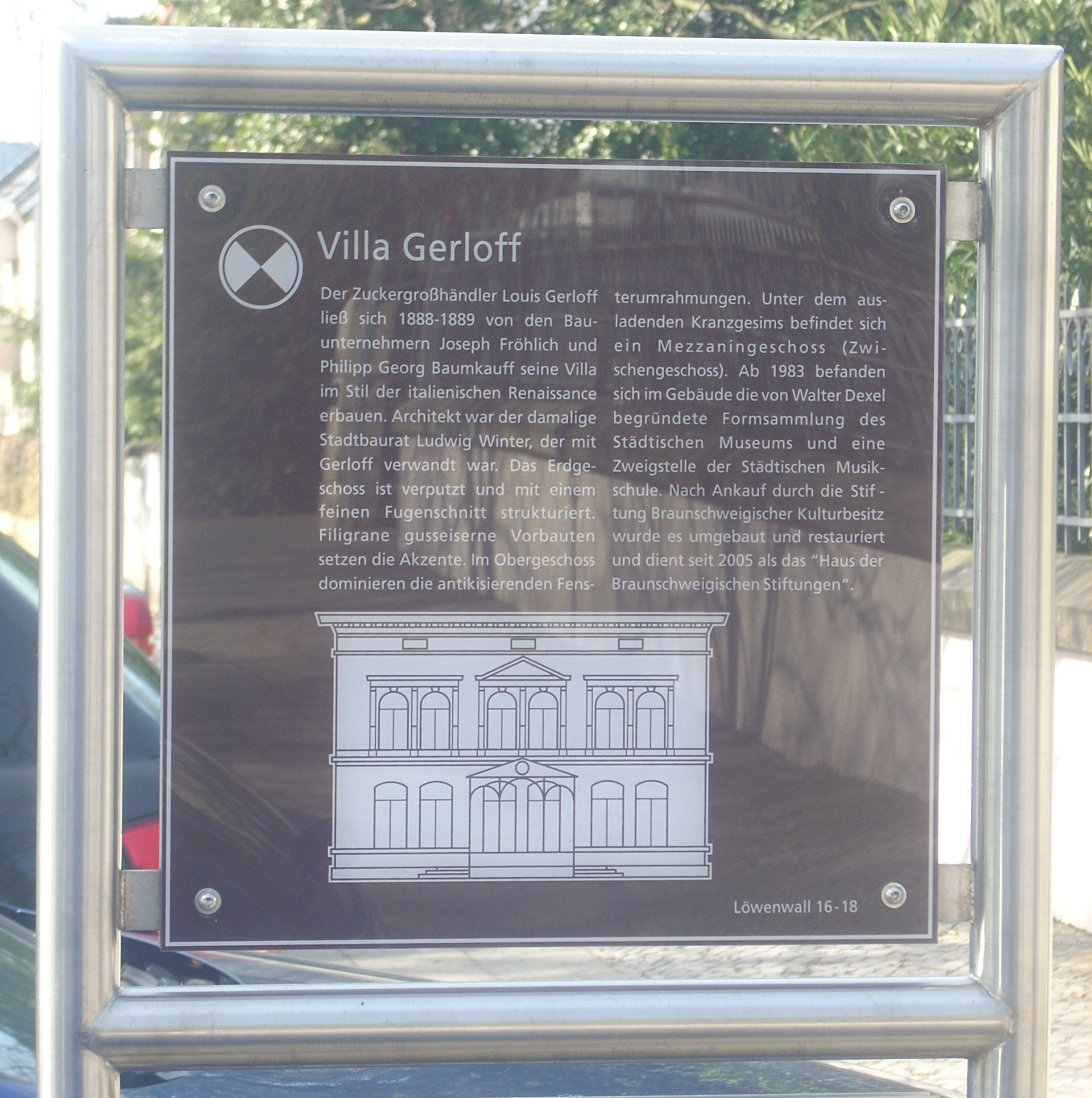
Infotafel des BLIKs für Kulturdenkmale: Hier für die Gerloffsche Villa am Löwenwall.

Die Kulturdenkmale in Braunschweig werden mithilfe des Braunschweiger Leit- und Informationssystems BLIK erschlossen und beschildert. Dabei gibt es zwei Formen von Informationsschildern für Kulturdenkmale: Objektschilder stellen einzelne Bauwerke vor und Ensembleschilder stellen Gebäudegruppen bzw. Gruppen von Kulturdenkmalen vor. Die BLIK-Schilder informieren über Wissenswertes, die Geschichte und besondere Bedeutung von Baudenkmalen und verfügen über Abbildungen.
Dieses Beschilderungssystem weist ein einheitliches Erscheinungsbild auf. Sie sind quadratisch gestaltet und besitzen die internationale Kulturinformationsfarbe Braun, wodurch sie einen hohen Erkennungswert für Kulturinteressierte und Touristen haben. Die BLIK-Schilder für Kulturdenkmale werden mit einem an das Kennzeichen der Haager Konvention zum Schutz von Kulturgut angelehntem Zeichen symbolisiert.
Das BLIK wurde 1995 von Heiner Erke von der TU Braunschweig und Claudia Albrecht zusammen mit der Stadt Braunschweig entwickelt. Die Zahl der Schilder wird seitdem systematisch ausgebaut, 2008 zählte es bereits mehr als 100 Schilder.
Mit der Änderung des Niedersächsischen Denkmalschutzgesetzes im Jahr 2011 können Eigentümer ihre Bau- und Bodendenkmale nun auch mit einer Denkmalschutzplakette kennzeichnen, sie sind in Braunschweig jedoch bisher kaum verbreitet.

## Denkmallisten
Die Listen sind nach Stadtbezirken sortiert und umfassen falls vorhanden Abbildungen, die Bezeichnungen, die Adresse mit einem Link zur Lage auf dem Stadtplan, Beschreibungen, die Baudaten, das Datum der Eintragung als Kulturdenkmal und die Denkmalnummer. Die Listen führen dabei größtenteils die durch das Braunschweiger Leit- und Informationssystem BLIK erschlossenen Kulturdenkmale auf und erheben keinen Anspruch auf Vollständigkeit.

### Kulturdenkmale

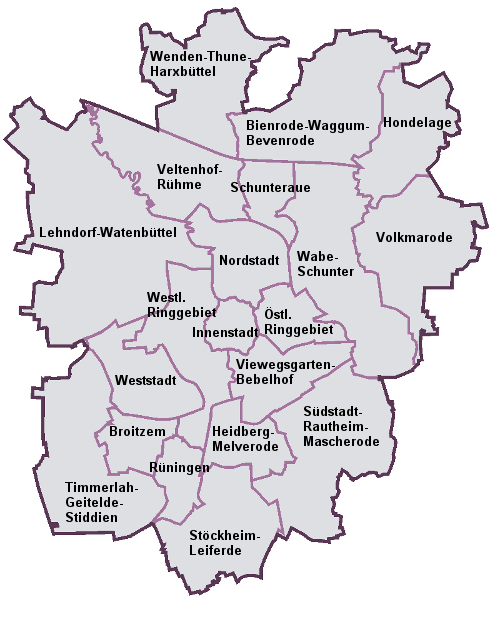
Stadtbezirke Braunschweigs

Die Kulturdenkmale im Stadtbezirk Innenstadt sind aufgeteilt in:
- Liste der Kulturdenkmale in der Braunschweiger Altstadt
- Liste der Kulturdenkmale des Braunschweiger Wallrings

Die Kulturdenkmale der restlichen Stadtbezirke sind aufgeteilt in:
- Liste der Kulturdenkmale im Stadtbezirk Broitzem
- Liste der Kulturdenkmale im Stadtbezirk Heidberg-Melverode
- Liste der Kulturdenkmale im Stadtbezirk Hondelage
- Liste der Kulturdenkmale im Stadtbezirk Lehndorf-Watenbüttel
- Liste der Kulturdenkmale im Stadtbezirk Nordstadt
- Liste der Kulturdenkmale im Stadtbezirk Östliches Ringgebiet
- Liste der Kulturdenkmale im Stadtbezirk Rüningen
- Liste der Kulturdenkmale im Stadtbezirk Schunteraue
- Liste der Kulturdenkmale im Stadtbezirk Südstadt-Rautheim-Mascherode
- Liste der Kulturdenkmale im Stadtbezirk Stöckheim-Leiferde
- Liste der Kulturdenkmale im Stadtbezirk Timmerlah-Geitelde-Stiddien
- Liste der Kulturdenkmale im Stadtbezirk Veltenhof-Rühme
- Liste der Kulturdenkmale im Stadtbezirk Viewegsgarten-Bebelhof
- Liste der Kulturdenkmale im Stadtbezirk Volkmarode
- Liste der Kulturdenkmale im Stadtbezirk Wabe-Schunter-Beberbach
- Liste der Kulturdenkmale im Stadtbezirk Wenden-Thune-Harxbüttel
- Liste der Kulturdenkmale im Stadtbezirk Westliches Ringgebiet
- Liste der Kulturdenkmale im Stadtbezirk Weststadt

Die beweglichen Kulturdenkmale:
- Liste der beweglichen Denkmale in Braunschweig

## Weitere Denkmale

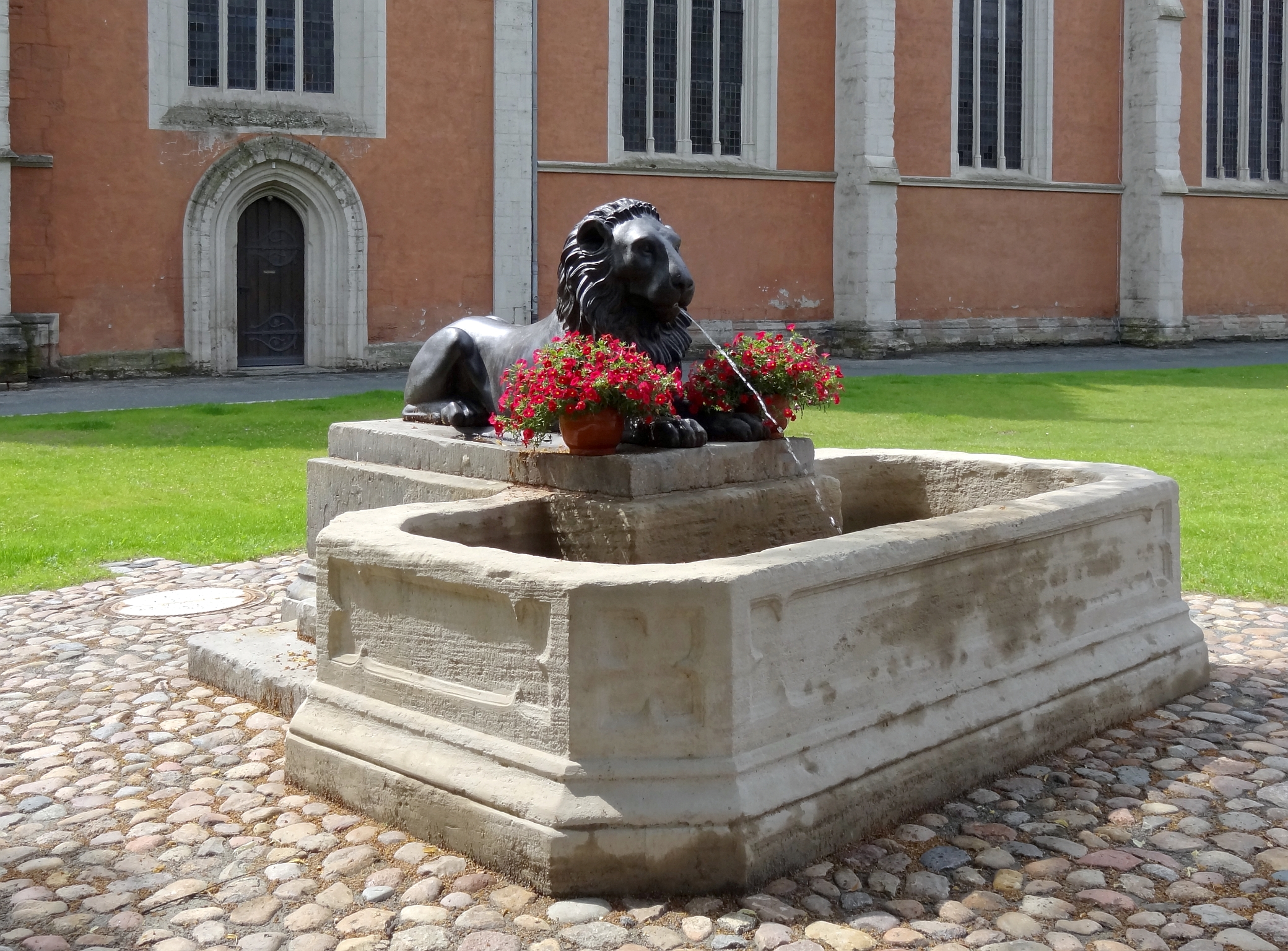
Der Löwenbrunnen

### Standbilder
Die Liste bietet einen Überblick über die auf dem ganzen Gebiet der Stadt Braunschweig verstreuten Denkmale, Standbilder, Brunnen, Reliefs, Gedenksteine, Gedenktafeln und Kunstobjekte. Das älteste Standbild der Stadt, der Burglöwe, wurde beispielsweise im 12. Jahrhundert aufgestellt.

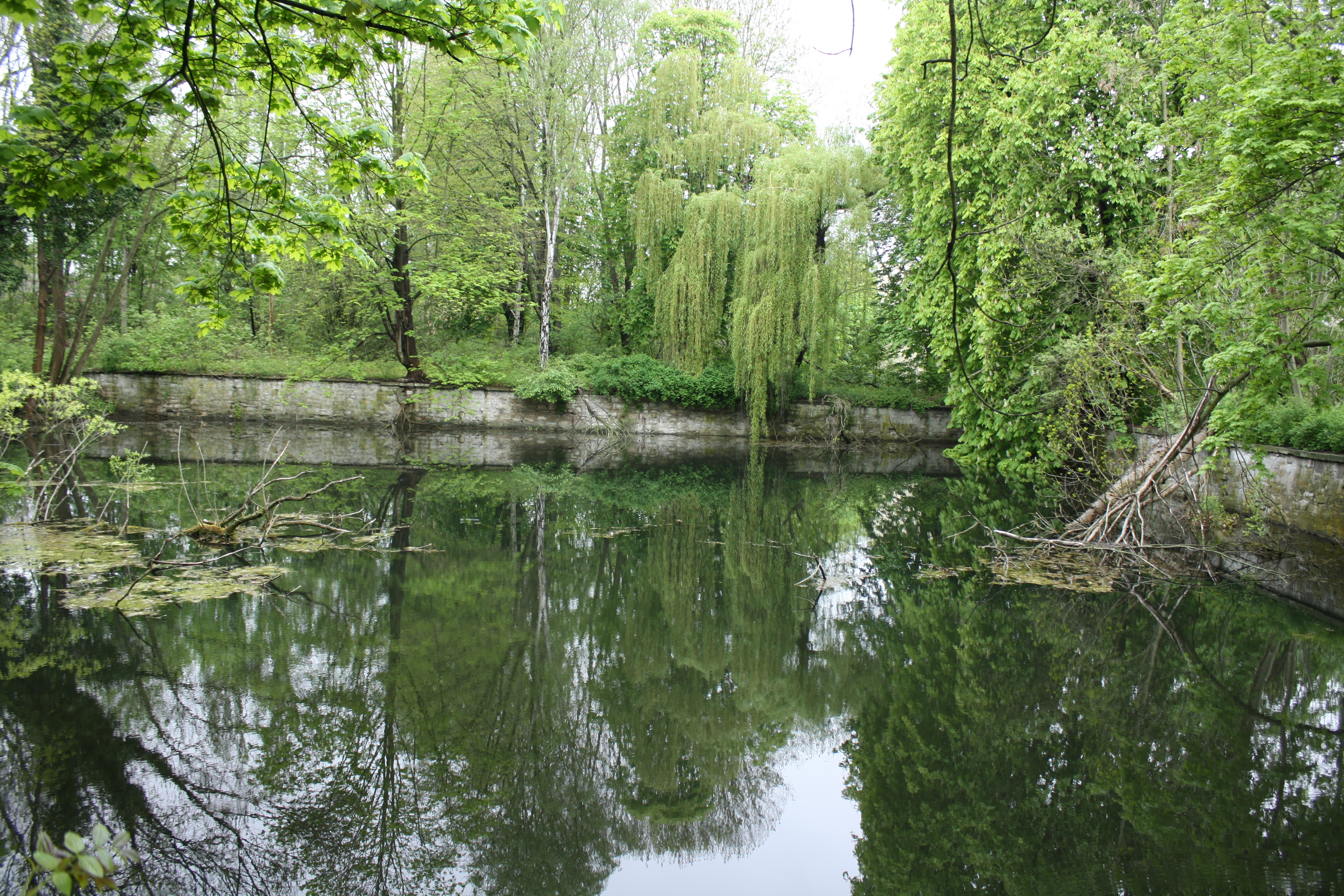
Das Naturdenkmal Jödebrunnen

### Naturdenkmale
Diese Liste beinhaltet die vollständige Auflistung aller vorhandenen und ehemaligen Naturdenkmale in der Stadt Braunschweig. 2012 zählte sie insgesamt 33 Objekte, von denen vier Objekte nicht mehr vorhanden waren. Unterschieden wird zwischen Einzelobjekten, flächenhaften und linienhaften Objekten.